# Nazanín Armanian
Nazanin Armanian (en persa: نازنین ارمنیان‎; Shiraz, Irán, 21 de enero del 1961) es una escritora y politóloga iraní exiliada en España desde 1983.

## Biografía
Se licenció en Ciencias Políticas por la Universidad Nacional de Educación a Distancia (UNED) donde de 2009 a 2013 fue profesora de Ciencias Políticas. De 2007 a 2012 fue también profesora de cuestiones islámicas de cursos complementarios de la Universidad de Barcelona. Impartió la asignatura de Relaciones Internacionales en la UNED.También es traductora jurada de persa/farsi al español.
Su área de investigación es el mundo islámico, el islam político, la geopolítica de Oriente Medio y el Norte de África y los derechos de las mujeres.
Es sus artículos, libros y conferencias desmitifica la situación de las mujeres en el mundo árabo-musulmán y denuncia el auge del fundamentalismo en todas las religiones.En 1964, Irán, junto a Francia, eran los dos únicos países del mundo que contaban con una mujer ministra. Hasta 1978 las mujeres de Irán tenían más derechos que las españolas pero desde entonces sus derechos han ido recortándose, recuerda Armanian, especialmente crítica con la involución de Irán, país del que se exilió con apenas 20 años cuando cayó en manos de los ayatolás que reemplazaron al gobierno del Shah.
Empezó a escribir a los 27 años y publicó su primer libro a los 32.
Colabora en diversos medios de comunicación españoles con análisis políticos. Mantiene una columna semanal en su blog Punto y Seguido en el diario Público.

## Libros
- Irán, la revolución constante coautora con Martha Zein (Flor del viento 2012)
- El Islam sin velo coautora con Martha Zein (Ediciones del Bronce (Planeta) 2009)
- Irak, Afganistán e Irán: 40 respuestas al conflicto de Oriente Próximo coautora con Martha Zein (Lengua de trapo, 2007)
- Cuentos persas (Ediciones de la Torre, 2006)
- Al gusto persa: tradiciones y ritos (Zendrera, 2006)
- Kurdistán: El país inexistente (Flor del viento, 2005)
- El viento nos llevará: poesía persa contemporánea (Libros de la Frontera, 2001)
- El cuentacuentos persa: los relatos que hicieron soñar al emperador (Océano, 1997)

## Traducciones
- Mi tío Napoleón de Iraj Pezeshkzad Prólogo del libro y traducción al español con Víctor Fuentes Mora (Ático de los libros 2010)[8]
- Mujeres sin hombres  de Shahrnush Parsipur (Txalaparta 2003)
- Robaiyat de Omar Jayyam (DVD ediciones, 2002)
- Gatha: los cantos de Zaratustra (Obelísco, 2001)
- Eterno Anochecer de Forugh Farrojzad (Gallo Nero, 2019)[9]